# Cristoforo Landino
Cristoforo Landino (Florència, 1424 - 1498), va ser un humanista i orador italià.
Mestre de Llorenç el Magnífic i membre de l'Acadèmia platònica florentina, on va entaular amistat amb Marsilio Ficino. Va escriure un comentari sobre La Divina Comèdia de Dant, tractats de filosofia i unes importants epístoles.
Com a professor de retòrica, es va especialitzar en l'estudi d'Horaci i Virgili. Va traduir a la llengua vulgar la Història Natural de Plini. Va comentar a Dant i a Petrarca. De forma especial per aquest treball la República de Florència li va donar una casa als voltants de la ciutat, on va morir.
Apareix representat al costat d'altres poetes com Marsilio Ficino, Gentile de Becci i Angelo Poliziano, al fresc Aparició de l'àngel a sant Zacaríes de l'any 1486 pintat per Domenico Ghirlandaio per a l'església de santa Maria Novella de Florencia.

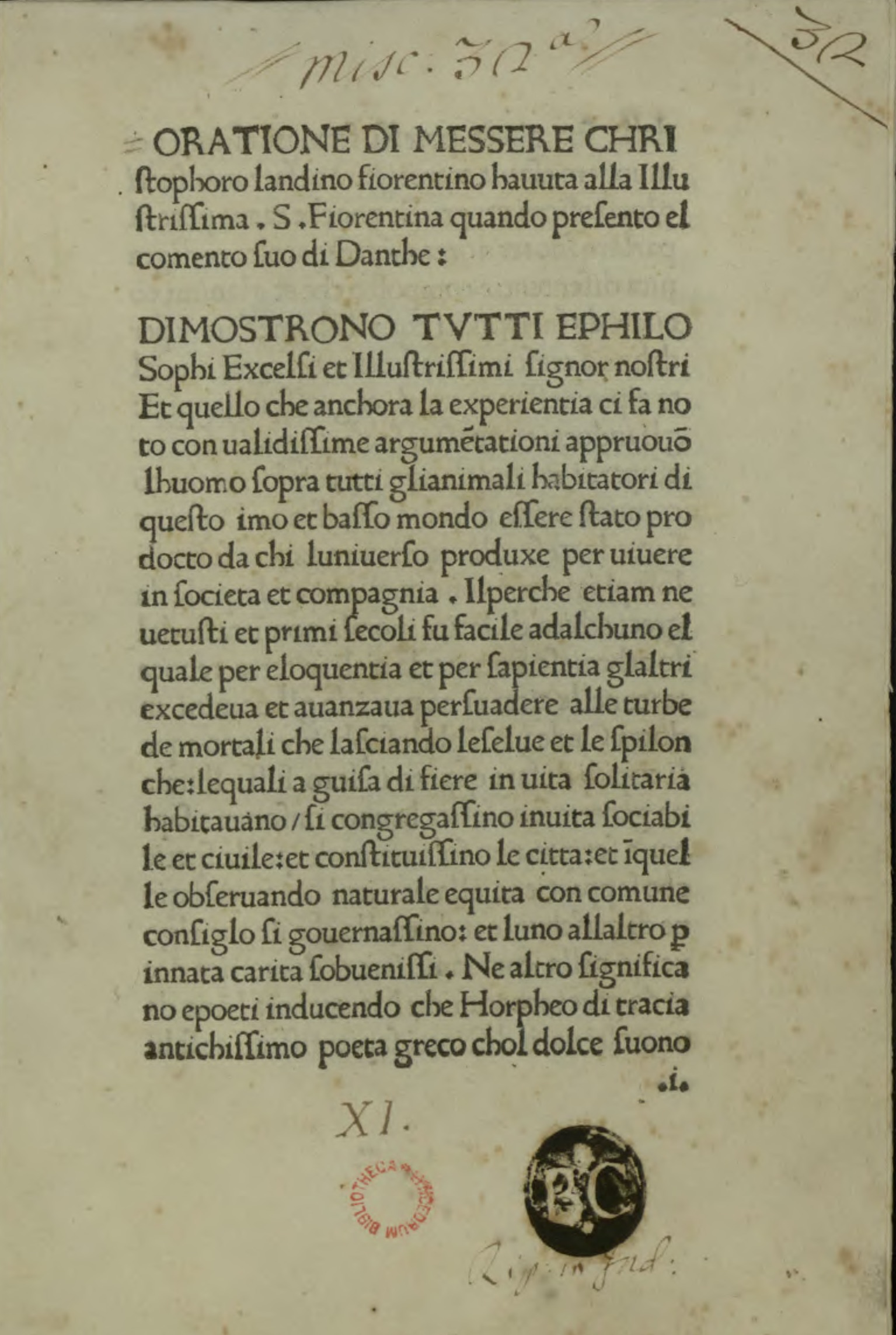
Orazione alla Signoria fiorentina, ca. 1481